# Противодесантная мина
Противодеса́нтная ми́на — инженерная мина, устанавливаемая под водой в прибрежной зоне водоёмов с целью борьбы с плавающей боевой техникой и десантными кораблями.

## Противодесантная мина ПДМ-1м

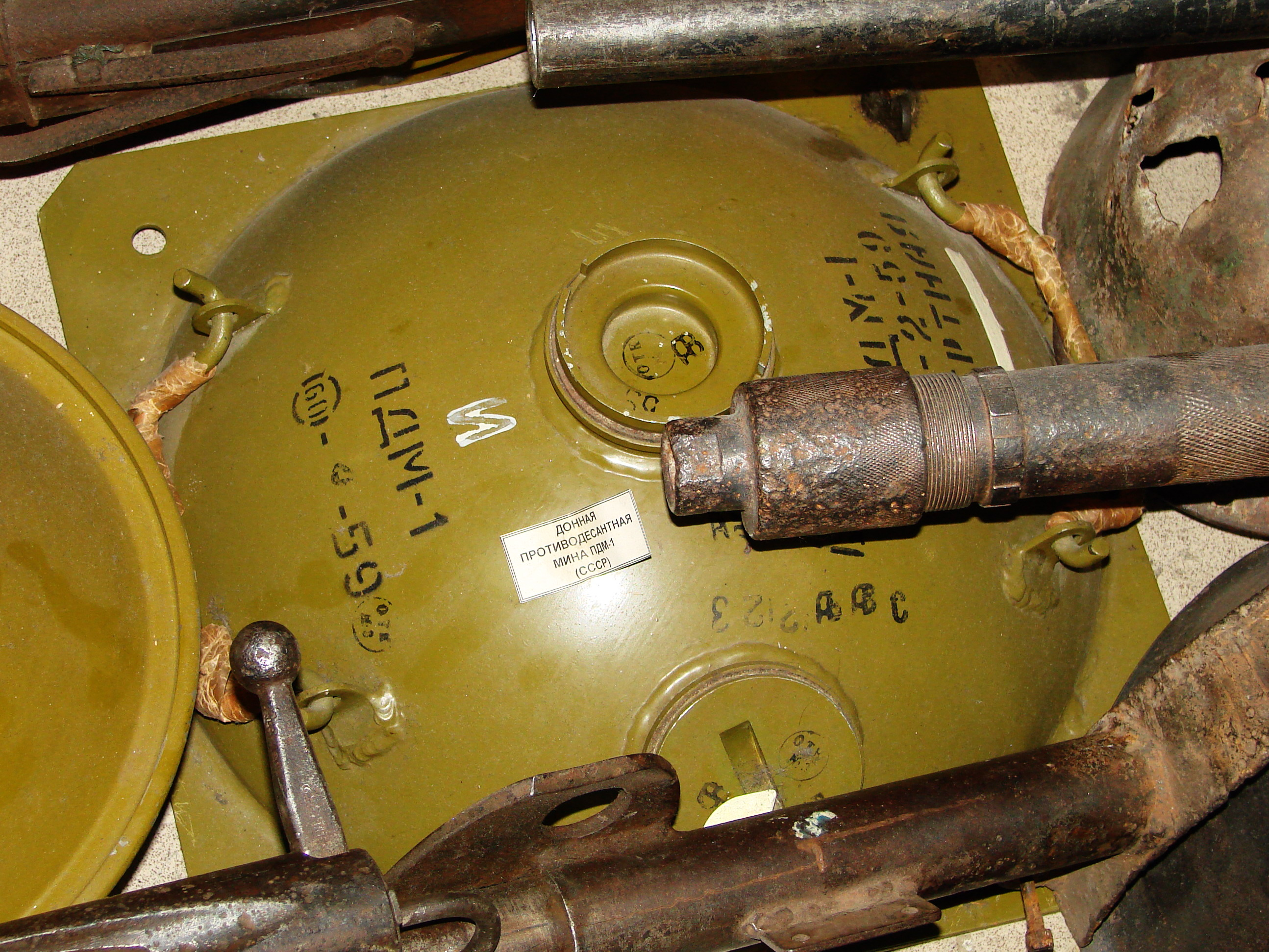
Советская донная противодесантная мина ПДМ-1 в «Музее истории оружия» (г. Запорожье)

Противодесантная мина устанавливается под водой на глубине от 1 до 2 м, на реках с со скоростью течения до 1,5 м/с. Минимальное расстояние между минами 6 м. Мина выдерживает не взрываясь волнение моря до 6 баллов. Масса заряда взрывчатого вещества составляет ≈10 кг. Масса снаряжённой мины 60 кг.
Конструктивно мина состоит из корпуса, взрывателя с предохранительным устройством, штанги и балластной плиты. Предохранительное устройство, принцип действия которого основан на растворении в воде сахарной шашки, обеспечивает перевод взрывателя в боевое положение после установки мины в течение 8 минут при температуре +30 °C и до 2,5 часов при температуре, близкой к 0 °C.
Срабатывание взрывателя происходит, когда десантное судно или другая плавающая боевая машина наталкивается на штангу  установленной в воде мины и наклоняет её на угол 10—15 градусов.

## Другие факты
- Противодесантная мина есть в экспозиции в Артиллерийском музее Санкт-Петербурга (официальное название музея — Военно-исторический музей артиллерии, инженерных войск и войск связи) (в стене одного из коридоров между залами — макет-панорама реки́ с поперечным «разрезом» реки́ с разными донными минами на разной глубине).